# Storstrømsbroens Bygning
|  | Denne artikel er oprettet af botten Steenthbot ud fra en ekstern database. Den kan derfor have sproglige fejl eller mangler. Denne skabelon kan fjernes efter kontrol af indholdet. |

Storstrømsbroens Bygning er en dansk dokumentarisk optagelse fra 1937.

## Handling
Råoptagelser, der dokumenterer bygningen af Storstrømsbroen i perioden 1933-1937. Storstrømsbroen forbinder Sjælland og Falster ved Masnedø og Orehoved. Byggeprojektet blev udført af det engelske firma Dorman, Long & Co. i samarbejde med Christiani & Nielsen, som stod for broens betonkonstruktioner og jordundersøgelser. I filmen ses civilingeniør Anker Engelund, der havde projekteret broen, ledende ingeniør Poul Middelboe, som var ansat hos Dorman, Long & Co. samt den britiske ingeniør Guy Maunsell. 
Nogle af de samme optagelser ses i filmen Ganløse Motorløb.